# West Glamorgan

West Glamorgan

West Glamorgan is een der behouden graafschappen van Wales. Het werd in 1974 gevormd en omvatte Swansea, Neath en Port Talbot, Glyncorrwg en Llwchwr, Gower, Pontardawe en Neath. De hoofdplaats was Swansea.
West Glamorgan had de volgende 4 districten:
- Swansea
- Lliw
- Neath
- Port Talbot.

West Glamorgan werd 1996 verdeeld over de besturen Swansea en Neath Port Talbot. Lliw Valley werd over de beide besturen verdeeld.